# Collective Consciousness Society
Pour les articles homonymes, voir CCS.
Collective Consciousness Society, communément appelé CCS, est un groupe britannique de rock progressif actif au début des années 1970.

## Historique
Formé en 1970 par le directeur artistique John Cameron et le producteur Mickie Most, CCS est composé d'Alexis Korner, du chanteur danois Peter Thorup (en) et de la crème des musiciens de studio britanniques de l'époque, en grande majorité musiciens de jazz. Les deux chanteurs travaillaient déjà ensemble depuis quelques années au sein des groupes New Church et The Beefeaters.
Conçu essentiellement pour enregistrer, CCS ne se produit que deux fois sur scène : au Ronnie Scott's et au Royal Albert Hall. CCS disparaît en 1973 quand Korner et Thorup fondent un nouveau groupe, Snape.

## Style musical
La composition inhabituelle du groupe — une section rythmique de rock associée à une importante section de cuivres et de bois, proche d'un big band — lui donne son style particulier, avec une large place donnée aux solos instrumentaux et des arrangements de Cameron riches en riffs et gimmicks constituant un fil conducteur au travers des trois albums.
Le répertoire de CCS est partagé entre des compositions originales de Korner, Thorup ou Cameron et des reprises d'artistes aussi divers que Donovan, les Rolling Stones, Led Zeppelin, Cream, The Jackson Five : Boom Boom de John Lee Hooker, (I Can't Get No) Satisfaction des Rolling Stones, I Want You Back des Jackson Five, Living in the Past de Jethro Tull, Lola des Kinks, Shakin' All Over, Sixteen Tons, Sunshine of Your Love de Cream, Walking (95e en Australie) et Wild Witch Lady de Donovan, et Whole Lotta Love (version instrumentale qui sera utilisée comme générique de l'émission Top of the Pops de la BBC pendant de nombreuses années, classé dans l'UK Singles Chart en 1970), et Black Dog de Led Zeppelin.

## Discographie
- 1970 : C.C.S.
- 1972 : C.C.S.
- 1973 : The Best Band in the Land

## Membres
- Alexis Korner - chant
- Peter Thorup - chant
- John Cameron - claviers
- Alan Parker - guitare
- Herbie Flowers - basse
- Spike Heatley - contrebasse
- Barry Morgan - batterie
- Tony Carr - batterie
- Jim Lawless - percussions
- Bill Le Sage - percussions
- Harold McNair - flûte
- Ray Warleigh - flûte
- Tony Coe - saxophone, clarinette

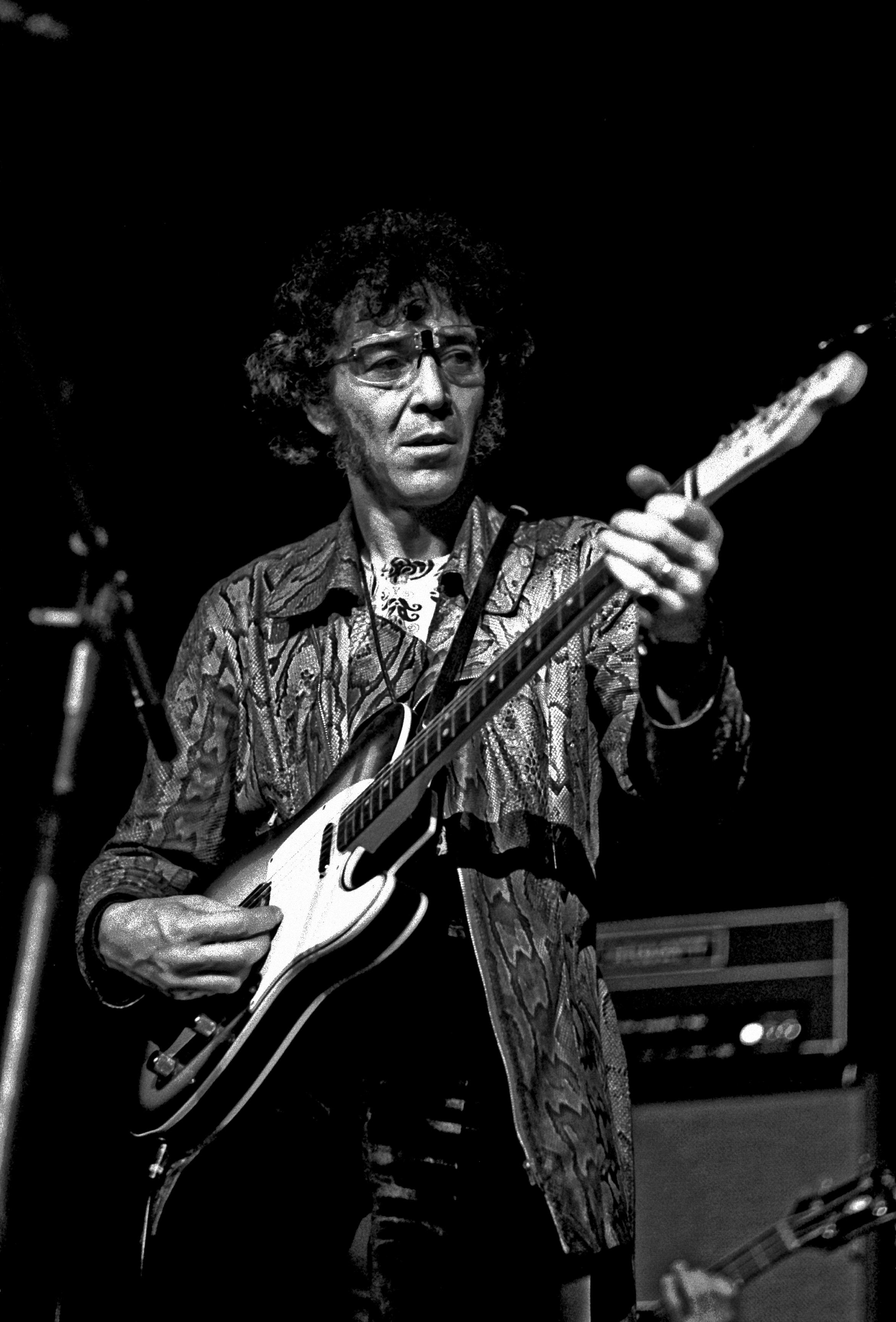
Alexis Korner en 1972.

- Bob Efford - saxophone, clarinette
- Peter King - saxophone
- Danny Moss - saxophone, clarinette
- Ronnie Ross - saxophone, clarinette
- Neil Sanders - cor
- Bill Geldard - trombone
- Don Lusher - trombone
- John Marshall - trombone
- Brian Perrin - trombone
- Harold Beckett - trompette
- Greg Bowen - trompette
- Les Condon - trompette
- Tony Fisher - trompette
- Henry Lowther - trompette
- Kenny Wheeler - trompette